# Edith Tar
Edith Tar (* 8. května 1944, Biala, Československo – 6. května 2021) byla německá fotografka, editorka a video umělkyně. V letech 1972 až 1976 studovala na Vysoké škole grafiky a knižního umění v Lipsku. Žila a pracovala s básníkem Radjo Monkem.

## Granty
- Internationales Künstlerhaus Mnichov, 1993, 2004, 2009
- Kořeny Evropy (Řecko, Izrael, Francie, Itálie) 1994–1996
- New York 1998
- Studios International, Denkmalschmiede Höfgen, 1999, 2000, 2003
- Tenerife 2003

## Studijní cesty
- před rokem 1989: východní Evropa;
- po roce 1990: západní Evropa, USA, Izrael;
- 1999–2001: projekt Mare Nostrum, Mallorca
- 2008–09: Projekt Têtê Malkuthach, Tenerife

## Dílo

### Knižní publikace
- Last minute, Passage, fotografie a poezie, společně s Radjo Monkem, 2014
- Jsme lidé společně s Radjem Monkem: Atmosférická rekonstrukce mírové revoluce v NDR od září 1989 do března 1990, Passage-Verlag, Lipsko 2014, ISBN 978-3-95415-030-4
- Die Spur des anderen, spolu s Radjo Monkem, Frisinga 1991
- Nelly ve Weimaru, 2004, ISBN 3937046011
- Lublin Lift, titulní fotografie

#### Edice
- Radjo Monk: Bavaria Yoga. Parapoetické příspěvky k výzkumu současnosti, poezie, editace Edith Tar, 2010 Verlag Mueckenschwein, Stralsund
- Radjo Monk: Luxusliner Germany, publikoval Edith Tar, 2010 Verlag mueckenschwein, Stralsund, ISBN 978-3-936311-73-0
- Radjo Monk: Das Fallengesetz (Zákon pastí), založený na hře stejného jména, editoval Edith Tar, 2009 Verlag Mueckenschwein, Stralsund, s ilustracemi autora, ISBN 978-3-936311-58-7[4]

### Výstavy
- ich fisch, Lipsko, galerie ve výškové budově univerzity, 1988
- Svatba s chlebem, Kolín nad Rýnem, Galerie Kaos, 1988
- Chci vidět všechno živé..., Lipsko, Galerie P, 1989
- Chci vidět všechno živé..., Hannover, Galerie Linden, 1989
- Chválím své Lipsko..., Lipsko, Kino Capitol v rámci Int. Týden dokumentárních filmů, 1989
- Imago Die, Saarbrücken, galerie VHS, 1989
- Fotografické dokumenty z podzimu 1989, klášter Walberberg, událost British Council, 1990
- Znamení a zázraky, Berlín (Západ), Galerie MultiKultur, 1990
- Stopa druhého, Lipsko, Galerie Pikante, 1991
- Glasgow (UK), Royal Concert Hall: The Revolution Table, 1991
- Stopa druhé, Hainburg (A), Dolní Rakousy Donaufestival, 1992
- memento vivere, Lipsko, povrchová těžební krajina, ekologický výkon, 1992
- Válečná hra nebo bílá vlajka, Mnichov, aspekty – Galerie Gasteig, 1993
- Ex Voto, Dublin (IR), Guinness Hop Store Gallery, 1993
- Revoluční stůl – sociální socha, Lipsko, galerie ve věži, 1994[5]
- Roots of Europe / Greece, Leipzig, Galerie im Turm, 1995
- Roots of Europe / Israel, Leipzig, Alte Nikolaischule, 1996
- Light: Pictures, Bonn, Science Center, 1997
- autre monde, Castres (F), MJC, 1997
- Probuzení v Jeruzalémě, Feldafing, Kunstverein, 1997
- Grál – mentální transformátor, Lipsko, hlediště Alte Nikolaischule, 1997
- Terra Sancta, Drážďany, Saský zemský parlament, 1998
- Ó. T., St. Colombe (F), 1998
- Roots of Europe, Puivert (F), Musée du Quercorb, 1998
- Obchodní pašerák, Innsbruck (A), Fotoforum West, 1998
- Revoluční stůl – sociální socha, Lipsko / Hauptbahnhof, 1999
- Scorpio Days, Lipsko, regionální rada, 1999
- Grál – mentální transformátor, Grimma, Klosterkirche, 1999
- Výstava v rámci Mezinárodního filmového festivalu DOK v Lipsku, 1999
- Jsme lidé, New York (USA), Goetheův institut, mise OSN v Německu, generální konzulát SRN, 1999
- Procházejte světlem, Kaditzsch, Studiogalerie, 2000
- Polibky v Arenalu, Stuttgart, Galerie Schurr, 2002
- Ó. T., Lipsko, Artco Gallery, 2002
- sedni si, Mannheim, galerie Artec č. 1, 2003
- Cappuccetto Rosso I, Kaditzsch, Studio Gallery, 2003
- Cappuccetto Rosso II, Grimma, Klosterkirche, 2003
- Nelly ve Weimaru, Saarbrücken, Saarländisches Künstlerhaus, 2004
- Thee Rips, Gstaad (CH), Galerie Wandelbar, 2004
- Mare Nostrum, Berlín, fotogalerie Friedrichshain, 2004
- přátelský oheň, Tutzing, Galerie Kunstraum, 2005
- Projekt Blende 89 s projekcí filmu, čtením a panelovými diskusemi, 2007
- Heinrich-Heine-Haus, Paříž / Lyceum, Versailles a St.Germain (F), 2007
- Promítání filmů v Linci (A), německo-rakouská společnost, 2008
- Project Blende 89, Linz (A), Evropské hlavní město kultury, Wels, Kremsmünster, 2009
- Jsme lidé – clona 89, Sorge, Landhaus Weichelt, 2009
- Leipzig Spinnereistraße, Kunstraum Halle 14, 2009
- Revoluční stůl, výstava fotografií a promítání filmů Baden-Baden, Galerie Frank Pages, 2009
- 1. Mezinárodní konference o demokracii v Lipsku, Gewandhaus, 2009
- Světová premiéra videofilmu The Revolution Table – A Social Sculpture, 2009
- Světová premiéra Next Stop New York, Bremerhaven, mediální festival 2009
- Tete Malkutach, Arona, Tenerife (ES), 2009
- Jsme lidé, Klütz, literární dům Uwe Johnson, film.
- Revoluční stůl – sociální socha, Hainichen, radnice, taneční sál, film, 2010
- The Revolution Table – A Social Sculpture, Weimar Municipal Cinema Mon Ami, Film, 2010
- The Revolution Table – A Social Sculpture, Lipsko, Galerie BBKL, Film, 2010
- Revoluční stůl – Sociální sochařství, Berlín, Nadace Konrada Adenauera, Konference autorského kruhu Spolkové republiky, 2010
- Jeho záchrana se stala následovně... Wemding, KunstMuseum Donau-Ries, 2010
- Fotografická práce, Mannheim, UMM, 2011